# Kłaj (stacja kolejowa)
Kłaj – stacja kolejowa w Kłaju, w województwie małopolskim, w Polsce. Na stacji zatrzymują się pociągi osobowe oraz przyśpieszone należące do Kolei Małopolskich i Polregio.

## Ruch pasażerski
| Rok  | Wymiana pasażerska na dobę |
| ---- | -------------------------- |
| 2017 | 500-699                    |
| 2022 | 500-699                    |

Stacja posiada dwa perony o długości 200 metrów każdy (2 krawędzie peronowe). Zadaszenie dla podróżnych stanowią małe wiaty peronowe. Kasa biletowa i poczekalnia od kwietnia 2014 roku była nieczynna. W 2016 teren przejęła gmina. W 2018 rozpoczęto prace modernizacyjne. Obok pierwotnego, wyremontowanego budynku dworcowego znajduje się poczekalnia, oddana do użytku w 2019 roku. Koszt remontu wyniósł 2,3 mln PLN.